# Pianówkowate
Pianówkowate, pianówki (Pleidae) - rodzina wodnych pluskwiaków różnoskrzydłych z infrarzędu Nepomorpha i nadrodziny Pleoidea.

## Opis
Drobne pluskwiaki. Ciało o długości nie przekraczającej 5 mm, silnie wypukłe. Głowa krótka i szeroka, niezrośnięta z przedpleczem, pozbawiona przyoczek. Czułki o trzech członach. Kłujka (rostrum) 4-członowa. Przednie i środkowe odnóża wyglądem zbliżone, tylne natomiast pływne, krótkie, o goleniach niespłaszczonych i stopach z dwoma pazurkami. Półpokrywy grube, schodzące się w linii prostej, o wyraźnej międzykrywce (clavus) i prawie pozbawione zakrywki (membrana). Tarczka, przedplecze i półpokrywy gęsto dołeczkowane. Brzuszna strona odwłoku wysklepiona i pokryta włoskami. Narząd kopulacyjny samców o lewej paramerze sierpowatej, a prawej o wierzchołku wyprostowanym. Pokładełko samic złożone z listwowatych gonopodów, których koniec jest rozszerzony i ścięty.

## Biologia i ekologia
Pluskwiaki te są drapieżne i żyją w wodzie, gdzie pływają w pozycji odwrotnej, czyli zwrócone grzbietem do dołu.

## Rozprzestrzenienie
Znane ze wszystkich obszarów zoogeograficznych. W Polsce występuje tylko Plea minutissima.

## Systematyka
Do rodziny tej należą 3 rodzaje, dawniej traktowane jako podrodzaje rodzaju Plea:
- Neoplea Esaki et China, 1928
- Paraplea Esaki et China, 1928
- Plea Leach, 1817